# Sierra del Endrinal
Sierra del Endrinal är ett berg i Spanien.   Det ligger i provinsen Provincia de Cádiz och regionen Andalusien, i den södra delen av landet, 400 km söder om huvudstaden Madrid. Toppen på Sierra del Endrinal är 1 268 meter över havet.
Terrängen runt Sierra del Endrinal är huvudsakligen kuperad, men norrut är den bergig. Runt Sierra del Endrinal är det glesbefolkat, med 15 invånare per kvadratkilometer. Närmaste större samhälle är Ubrique, 9,1 km sydväst om Sierra del Endrinal. 